# Dialekt
Dialekt – wieloznaczny termin lingwistyczny. W najogólniejszym znaczeniu dialekt to odmiana języka, która odznacza się swoistymi cechami fonetycznymi, leksykalnymi czy gramatycznymi, odróżniającymi ją od innych form tego języka. W szerokim ujęciu dialektem jest każda odmiana języka związana z pewną grupą osób, zarówno niestandardowa odmiana regionalna lub społeczna, jak i język standardowy lub odmiana stosunkowo bliska standardowi. W wąskim znaczeniu dialekt to ograniczona terytorialnie i społecznie odmiana języka, występująca w formie mówionej lub odmiana o niższym prestiżu niż język standardowy.
Różnice dialektalne wykazują zasadniczo wszystkie języki świata, przy czym tylko niektóre z nich mają swoją odmianę ogólną (standardową). Odmiana standardowa to inaczej tzw. dialekt standardowy (ang. standard dialect). Pewną formą dialektu (wariantem językowym o ustalonej strukturze) posługuje się każdy użytkownik języka. Niejednokrotnie czynniki społeczne prowadzą do porzucania cech dialektalnych na rzecz cech języka standardowego, uważanych za neutralne geograficznie. O ile w niektórych społecznościach dochodzi do zaniku różnorodności dialektalnej, to w wielu częściach świata cechy dialektalne nadal się utrzymują, a nawet ulegają wzmocnieniu. Dialekt często odgrywa kluczową rolę w kształtowaniu tożsamości danej grupy społecznej.
Wszystkie dialekty w jednakowy sposób rządzą się zespołem zasad gramatycznych, choć bywają mniej lub bardziej zróżnicowane, zarówno w stosunku do siebie, jak i języka standardowego. Standard to zwykle ta odmiana, która jest promowana przez system szkolnictwa i wykorzystywana w ogólnokrajowych transmisjach medialnych; odmiana skodyfikowana w gramatykach, słownikach i innych opracowaniach. Dialekty o niższym statusie społecznym, które nie zostały uprzywilejowane w procesie standaryzacji językowej, są nazywane dialektami niestandardowymi. W różnych zakątkach Europy i obu Ameryk odnotowano wypieranie dialektów regionalnych przez standard lub odmiany bliskie standardowi, czemu sprzyjają przemiany społeczne. W niektórych tradycjach lingwistycznych wyróżnia się odmiany pośrednie między dialektami sensu stricto a odmianą standardową.
Zakres odrębności dialektalnych różni się w zależności od języka. Niektóre języki, jak np. rosyjski, cechują się stosunkowo niewielkim zróżnicowaniem dialektalnym, a istniejące dialekty mają dość szeroki zasięg geograficzny. W przypadku innych języków, takich jak niemiecki, można wyróżnić dużą liczbę wciąż żywych dialektów. Same dialekty mogą być zróżnicowane wewnętrznie i wykazywać drobne różnice na poziomie lokalnym. W terminologii polskiej odmiany miejscowe, o stosunkowo niewielkim zasięgu, są nazywane gwarami, a zespół kilku lub kilkunastu gwar klasyfikuje się jako dialekt; równocześnie nierzadko termin „gwara” jest stosowany jako synonim dialektu. Granice między poszczególnymi dialektami bywają nieostre i trudne do wyznaczenia.
Badaniem dialektów (zwłaszcza regionalnych) zajmuje się dział językoznawstwa – dialektologia. W rozumieniu dialektologii tradycyjnej dialekt to byt przeciwstawiany językowi standardowemu.

## Historia terminu
Termin „dialekt” wywodzi się z greckiego słowa diálektos (stgr. διάλεκτος) oznaczającego dyskurs, rozmowę, sposób mówienia, a które z kolei pochodzi od słów diá (stgr. διά „poprzez”) i legō (stgr. λέγω „mówię”). Określenie to pojawiło się w europejskim piśmiennictwie już w XVI wieku i pierwotnie oznaczało sposób mówienia, manierę charakterystyczną dla danego mówiącego.
Współcześnie pod pojęciem dialektu rozumie się odmianę jakiegoś języka, wyodrębnioną na podstawie pewnych odmienności, sprowadzających się do zróżnicowania geograficznego języka (prymarne znaczenie terminu) lub stratyfikacji społecznej jego użytkowników. Istnieje rozróżnienie między dialektami sensu stricto a socjolektami, czyli odmianami społecznymi (stratyfikacyjnymi). Podział ten nie jest jednak ścisły, gdyż odmiany geograficzne (terytorialne) bywają zarazem ograniczone socjalnie i mogą pełnić funkcję socjolektów.
Słowem „dialekt” często określa się formy języka bez postaci pisanej, w opozycji do form ustandaryzowanych lub literackich (tzw. grafolektów), o których mawia się „języki”. Mianem dialektów bywają określane autonomiczne języki, które są pozbawione wsparcia instytucjonalnego lub tradycji piśmienniczej (niekiedy mowa np. o „dialektach afrykańskich”, w kontekście omawiania języków Afryki). Użycie to jest niezgodne z terminologią językoznawczą, gdzie „dialekt” to odmiana danego języka.

## Rodzaje dialektów
Można wyróżnić dialekty regionalne, będące przedmiotem tradycyjnych badań dialektologicznych, oraz dialekty socjalne, których istnienie zostało stwierdzone przez późniejszą dialektologię miejską.
Brytyjski językoznawca Peter Trudgill proponuje następujący podział dialektów:
- dialekty tradycyjne (ang. traditional dialects) – silnie zróżnicowane odmiany języka, właściwe dla obszarów wiejskich. Ulegają zanikowi wskutek nowoczesnych przemian społecznych, pod wpływem procesów globalizacji, powszechnej oświaty i środków masowego przekazu[3]. Popularnie pod pojęciem dialektu rozumie się właśnie dialekty tradycyjne[33].
- dialekty mainstreamowe (ang. mainstream dialects) – odmiany języka wypierające dialekty tradycyjne, kształtujące się wraz z procesami mieszania i niwelacji dialektów. Należą do nich zarówno odmiany standardowe (np. brytyjska angielszczyzna standardowa), jak i odmiany niestandardowe (dialekty miejskie). Nie są tak wewnętrznie zróżnicowane jak dialekty tradycyjne i występują poza terenami wiejskimi; jednocześnie w dużym stopniu odzwierciedlają stratyfikację społeczną[3]. Dialekty miejskie bywają przedmiotem krytyki na gruncie tradycji preskryptywizmu[34], a dawni dialektolodzy postrzegali je jako „zniekształcone” formy języka standardowego[35].

Inna klasyfikacja zakłada istnienie dialektów prymarnych i sekundarnych. Dialekty prymarne (pierwszorzędne) to odmiany językowe, których geneza sięga okresu sprzed ustanowienia standardu na danym obszarze językowym; mają charakter odmian siostrzanych wobec odmiany, która stała się standardem. Dialekty sekundarne (wtórne) są natomiast związane ze zróżnicowaniem lokalnym rozwijającym się po uformowaniu języka standardowego. Odmiany pośrednie między dialektami sensu stricto a odmianą standardową (mowa o standardzie z cechami lokalnymi/regionalnymi) są nazywane na różne sposoby, w zależności od tradycji danego języka; np. niem. Umgangssprache, wł. italiano regionale.

## Język jako zespół dialektów
Język daje się rozpatrywać jako zespół dialektów, w skład którego wchodzą z jednej strony odmiany regionalne i społeczne, a z drugiej – ponadgwarowe standardy (odmiany społecznie prestiżowe). Język, jako zbiór różnych tworów językowych, zawsze się manifestuje w postaci pewnej odmiany. Z tego wynika, że każdy użytkownik języka posługuje się jakimś dialektem (rozumianym jako odmiana języka), standardowym lub niestandardowym. Pośród dialektów wchodzących w skład języka nie można wyróżnić odmian wyższych ani niższych (pod względem cech wewnętrznych), choć obiegowe poglądy często przypisują rozmaitym dialektom różną wartość, a dany dialekt może być powiązany z określoną rolą komunikacyjną.
Praktyka używania dwóch odmian języka przez jedną wspólnotę komunikatywną jest nazywana dyglosją.

## Charakterystyka pojęcia
W rozumieniu językoznawstwa dialekt jest formą egzystencji języka charakterystyczną dla pewnej grupy jego użytkowników. Termin ten odnosi się w pierwszej kolejności do odmian wydzielonych geograficznie (geolektów/regiolektów), choć w szerszym sensie, typowym dla językoznawstwa angielskiego (gdzie dialect to w praktyce często synonim variety), może dotyczyć także mowy jakiejś grupy społecznej (socjolekt) lub etnicznej (etnolekt). Zgodnie z powszechnie spotykanym ujęciem jako swoiste dialekty można rozpatrywać wszystkie odmiany języka, także standardowe (literackie). W lingwistyce czyni się zatem rozróżnienie między dialektami standardowymi a dialektami niestandardowymi (lub wernakularnymi). Równocześnie w języku codziennym, a także w niektórych tradycjach językoznawczych występuje węższe rozumienie terminu, zgodnie z którym dialekt to regionalny (czasami socjalny) wariant języka, z założenia odróżniany od języka standardowego. Takie znaczenie jako główne przyjmują terminy pokrewne w wielu językach europejskich (niem. Dialekt; fr. dialecte; wł. dialetto; ros. диалект, dialekt), gdzie dialekt jest kojarzony z odmianami niestandardowymi lub w szczególności regionalnymi (rzadziej socjalnymi). W tekstach anglojęzycznych podkreśla się neutralność terminu „dialekt”, który nie jest przeciwstawiany standardowi.
Oba podejścia do definicji dialektu funkcjonują równolegle, choć w przypadku niektórych języków stosowanie opozycji standard-dialekt budzi wątpliwości z przyczyn obiektywnych. Przykładem może być język włoski, w którym podstawę języka standardowego tworzy dialekt florencki, równorzędny innym dialektom tego języka, które mogą być zresztą rozpatrywane jako siostrzane języki romańskie. Odmiany standardowe, które są rozwijane w procesie planowania językowego, mogą mieć różne pochodzenie – czasem w charakterze standardu i odmiany jednoczącej społeczność przyjmuje się istniejący dialekt prestiżowy, a czasem dochodzi do wypracowania odmiany pandialektalnej, łączącej cechy różnych odmian lokalnych.
Poszczególne dialekty można często dzielić na mniejsze formy, odzwierciedlające ich wewnętrzne zróżnicowanie: warianty lub poddialekty (subdialekty), w polskiej tradycji językoznawczej nazywane gwarami. Terminy „dialekt” i „gwara” są jednak często traktowane jako równoznaczne, zarówno w języku codziennym, jak i w użyciu językoznawczym. Jeszcze inny termin – „narzecze” – to stosunkowo rzadki synonim odmiany dialektalnej, tradycyjnie określający jednostkę większą niż dialekt czy gwara; w dialektologii polskiej bywa używany sporadycznie, częściej występuje w opisach języków egzotycznych. W tradycji francuskiej poza określeniem dialecte znany jest termin patois, który odnosi się do dialektów lokalnych uważanych za nieprestiżowe. 
W kontekście badań literaturoznawczych pojęciem w praktyce tożsamym z szerzej ujmowanym dialektem jest rejestr. W skrajnej definicji pojęcie dialektu odnosi się również do idiolektów, tj. kodów właściwych dla jednostek.

### Inne znaczenia i pojęcia pokrewne
W języku codziennym mianem dialektów określa się również języki pozbawione formy pisanej lub standaryzacji, używane w krajach rozwijających się lub odizolowanych częściach świata. Takie znaczenie terminu nie znajduje szerokiej akceptacji w literaturze językoznawczej, gdzie mówi się raczej o językach wernakularnych.
Specjaliści czynią rozróżnienie między terminami „dialekt”, „slang” i „akcent”: akcent w socjolingwistyce dotyczy jedynie sposobu wymowy, tzn. cech fonetycznych lub fonologicznych właściwych dla pewnej grupy ludzi, slang stanowi zaś zbiór specyficznych środków leksykalnych, zwykle nietrwałych i kojarzonych ze środowiskami młodzieżowymi. Dialektem nazywa się natomiast odmianę języka, która jest odrębna na płaszczyźnie gramatyki, również w zakresie fonologii, a często także na poziomie słownictwa. Szczegóły rozpatrywanych cech różnią się w zależności od tradycji lub sytuacji językowej. W Stanach Zjednoczonych akcent stanowi część dialektu, a w Wielkiej Brytanii jest uważany za element niezależny od dialektu.
Czasami dialekty regionalne (geograficzne) określa się mianem regiolektów lub geolektów. W innym ujęciu termin „regiolekt” odnosi się do szczególnego typu postdialektalnych odmian języka (zwanych też interdialektami lub odmianami mieszanymi). Niekiedy pod pojęciem etnolektu rozumie się odmianę języka większościowego, która jest związana z jakąś społecznością napływową. Równocześnie w językoznawstwie polskim termin „etnolekt” bywa używany jako neutralne określenie każdej etnicznej odmiany językowej, bez sugerowania ściślejszej klasyfikacji lingwistycznej (gwara, dialekt, zespół dialektów, język itp.).

## Język a dialekt
Dialektami nazywane są różne odmiany jednego języka mówionego. O uznaniu jakiegoś bytu językowego za odrębny język, nie zaś za wariant danego języka nierzadko bardziej decydują rozstrzygnięcia pozajęzykoznawcze niż językoznawcze. W dyskusjach o różnicy pomiędzy językiem a dialektem przewija się popularny aforyzm „język to dialekt z armią i flotą wojenną”, ilustrujący zależność użycia tych nieostrych terminów od czynników socjopolitycznych. Wyróżnianie odrębnych języków często ma bowiem charakter konwencjonalny i jest związane z rozmaitymi aspektami zewnętrznymi (społecznymi, politycznymi, religijnymi czy historycznymi). W publikacjach polskich pojawia się termin „etnolekt”, który ma zastosowanie w przypadkach, gdy próby sprecyzowania statusu danego bytu językowego (jako dialektu lub osobnego języka) budzą kontrowersje. W niektórych sytuacjach samodzielny status języka można stwierdzić ponad wszelką wątpliwość, gdyż jego odrębność od innych etnolektów (niem. Abstand) jest silnie zarysowana na wszelkich poziomach językowych (przykładem jest odosobniony język baskijski).
Na gruncie językoznawstwa można uznać, że dwa kody tworzą jeden język, jeśli są między sobą zrozumiałe. Kryterium to nie jest jednak stosowane w sposób ścisły, gdyż zjawisko wzajemnej zrozumiałości może przybierać różne stopnie nasilenia i występować w sposób asymetryczny. Rygorystyczne przestrzeganie tego kryterium uniemożliwiają również społeczne uwarunkowania językowe, w tym powstawanie organizmów państwowych oraz procesy standaryzacyjne w obrębie kontinuów dialektalnych (sprzyjające wyodrębnianiu języków typu Ausbau). Odrębność języków narodowych może być uwydatniana poprzez niezależne próby planowania językowego (np. w krajach byłej Jugosławii). Nie mniej istotna dla statusu języka jest także odległość geograficzna poszczególnych społeczności i bytów językowych (np. w przypadku języków polinezyjskich), z czym zresztą wiążą się różnice na poziomie ekonomicznym, politycznym czy kulturowym. Ponadto nie wszystkie społeczności posiłkują się terminami „dialekt” i „język”, co może prowadzić do nieporozumień. W krajach Pacyfiku języki często nie mają lokalnych nazw, a ich użytkownicy posługują się wyrażeniami typu „nasz język”, „właściwy język”; bądź wręcz odwrotnie – istnieje kilka nazw odnoszonych do tego samego języka (często są to nazwy znaczących miejscowości lub nazwy różnych dialektów, dla których nie istnieje wspólne określenie; odmiany takie bywają rozpatrywane w literaturze jako różne od siebie języki). W niektórych zakątkach świata trudno określić stopień wzajemnej zrozumiałości między językami, do czego przyczynia się praktyka wielojęzyczności.
Przykładem mowy o spornym statusie jest kaszubszczyzna, uznawana przez niektórych specjalistów za dialekt języka polskiego, a przez innych za język zupełnie odrębny od polszczyzny ogólnej. Także wśród użytkowników mowy kaszubskiej nie ma jednomyślności na powyższy temat; Ministerstwo Edukacji RP uznało ostatecznie w 1996 roku kaszubszczyznę za język regionalny. Z drugiej strony język chiński oficjalnie (i przez większość użytkowników) uznawany jest za jeden język o dużej liczbie dialektów, pomimo że całkowicie wzajemnie niezrozumiałych, a specjaliści uznają go raczej za zespół języków. Poglądowi temu sprzyja fakt, iż dialekty chińskie mają wspólną formę języka pisanego. Jednocześnie północnogermańskie języki duński, szwedzki i norweski są w znacznej mierze wzajemnie zrozumiałe, lecz raczej nie kwestionuje się ich odrębności. Południowosłowiańskie języki serbski, chorwacki, bośniacki i czarnogórski są niekiedy rozpatrywane jako odmiany jednego języka serbsko-chorwackiego, przy czym pomiędzy grupami ich użytkowników występują różnice socjopolityczne, kulturowe i religijne. Z kolei regionalne odmiany języka arabskiego w wielu przypadkach nie są wzajemnie zrozumiałe, lecz mimo to mówi się o wspólnocie językowej, ze względu na wielopłaszczyznowe związki między kulturami arabskojęzycznymi oraz przywiązanie do klasycznego języka arabskiego (Classical Arabic) i wspólnej odmiany standardowej (Modern Standard Arabic, MSA).
W niektórych zakątkach świata, gdzie ludność posługuje się blisko spokrewnionymi i podobnymi językami, można mówić o istnieniu kontinuum, w którym trudno nakreślić granice między różnymi językami. Przykładowo pewne dialekty języka niderlandzkiego są zbliżone do gwar dolnoniemieckich, choć te używane w Holandii są uznawane za gwary niderlandzkie, a gwary w granicach Niemiec – za gwary niemieckie. Rozróżnienie to wynika z czynników politycznych i kulturowych.